# Вулкан (филм, 1997)
„Вулкан“ (на английски: Volcano) е американски филм за бедствие от 1997 г. на режисьора Мик Джаксън и е продуциран от Нийл Мориц и Андрю Дейвис. Във филма участват Томи Лий Джоунс, Ан Хейш, Дон Чийдъл и Кийт Дейвид. Премиерата на филма е в САЩ на 25 април 1997 г. от „Туентиът Сенчъри Фокс“ и получава смесени отзиви от критиците, който печели 122 млн. щ.д. при бюджет от 90 млн. щ.д.